# سدار بلاف (آلاباما)
سدار بلاف شهری است در ایالت آلاباما در کشور آمریکا.

## مکان
سدار بلاف در موقعیت () قرار دارد.
با توجه به اطلاعات اداره آمار آمریکا مساحت آن در حدود ۱۰٫۷ کیلومترمربع است.

## مردم‌شناسی
با توجه به آمار سال ۲۰۰۰ جمعیت آن ۱۴۶۷ نفر، ۶۳۰ خانواده در آن ساکن هستند.
تعداد ۹۷۵ واحد خانه در هر مساحت تقریبی (۹۴،۸akm²) قرار دارد.
۲۴،۳% درصد از خانواده‌های فرزند زیر ۱۸ سال داشتند که از این تعداد ۴۹،۴% درصد زوج بوده و ۱۶،۵% درصد زنان بدون شوهر و ۲۹،۴% درصد نیز غیر خانواده بودند.
متوسط درآمد یک خانواده در حدود ۳۳،۹۸۴ دلار آمریکا است و زنان درآمد متوسط ۲۹،۷۵۰ دلار آمریکا و مردان درآمد متوسط ۲۰،۲۳۱ دلار آمریکا بدست می‌آورند.